# ジット
ジット株式会社（Jit Co.,Ltd. ）は、山梨県南アルプス市に本社を置くパソコンサプライ製品メーカーである。
ここでは、子会社であるジットセレモニーについても記述する。

## 社名の由来
「Just in Time」、その時代に必要とされる製品やサービスを必要な人に必要な分だけ届けるという創業者で代表取締役会長の石坂正人の思想のもとに命名された。

## 本社
ジット
山梨県南アルプス市和泉984-1
（地方事業所）東京営業本部（台東区）、大阪営業所（東大阪市　アケボノクラウンに業務委託）、福岡営業所（福岡市）、名古屋営業所（名古屋市）、東北営業所（山形市）、札幌営業所（札幌市）、沖縄営業所（沖縄市）
ジットセレモニー
山梨県甲府市高畑2-19-2

## 事業内容
ジット
- インクジェットプリンターのインクカートリッジリサイクル。
  - 日本製であることをアピールしている。その中でも「たっぷりント」という汎用カートリッジインクシリーズは、販売価格が低廉なうえ、容量が多く純正品の1.3〜2倍印刷することができ、ユーザーの支持を得ている。（但し適合するインクのタイプであっても、製品により空打ちなどが発生し、故障・損壊にいたる恐れがあるため、使用不適合の機種もある）
  - また、純正品に近い成分の調合や、当社製品の使用を起因とするプリンターの故障に対応するためのアフターケアーなどにも対応している[4]。インクカートリッジについても2020年までに回収箱を全国300か所を設け、3000万個以上の回収に努めるプロジェクトを推進している
- レーザープリンターのトナーリサイクル。
- 半導体製造装置の配線、出荷、保守
- 特殊プリンターの開発、製造
- BONDIC及びUV Bondy（UV硬化プラスチック）製品の販売（Spirit of Wonderから承継[5]）
- その他商品の企画・販売
- 持続可能な開発目標（SDGs）の達成に向けて、特定非営利活動法人（NPO）ジット会たいよう[6]をジット完全子会社として運営し、身体障碍者の正社員雇用だけでなく、就労継続支援事業所として、障碍者の自立支援の一環として回収されたインクのリサイクルを行っている。

ジットセレモニー
- 冠婚葬祭のホール運営。（山梨県内5箇所）

## 沿革
- 1991年 - プリンター消耗品のリサイクルメーカーとしてジット株式会社を創業。
- 1996年 - 株式会社ジットセレモニーを設立し、冠婚葬祭業に進出。

## CMキャラクター
- メイプル超合金